# Lytta rubrinotata
Lytta rubrinotata is een keversoort uit de familie van oliekevers (Meloidae). De wetenschappelijke naam van de soort is voor het eerst geldig gepubliceerd in 1981 door Tan.